# Marga
Una marga és una roca sedimentària de tipus terrigen, composta d'una fracció argilosa i d'una fracció carbonatada, generalment de carbonat de calci (calcita), o bé d'hidrogencarbonat de magnesi i calci (dolomita [MgCa(CO3)2]). Com minerals accessoris, es troben generalment quars, mica, grafit, guix, pirita. La seva densitat és de 2-2,65. En les margues típiques, el percentatge de carbonat de calci va del 35% al 65%; per sobre i per sota d'aquests valors, hi ha termes de transició cap al calcari (o dolomia) pels continguts alts de carbonat o bé a l'argila pels continguts baixos de carbonat. Marga era originàriament un vell terme aplicat laxament a una gran varietat de materials, molts d'origen sedimentari, bàsicament de la mescla d'argila i carbonat de calci, formats sota condicions aquàtiques. Aquest tipus de roques deriva de sediments fangosos d'origen prevalentment marí en condicions de baixa energia del medi.

## Ambient sedimentari i característiques quimicofísiques

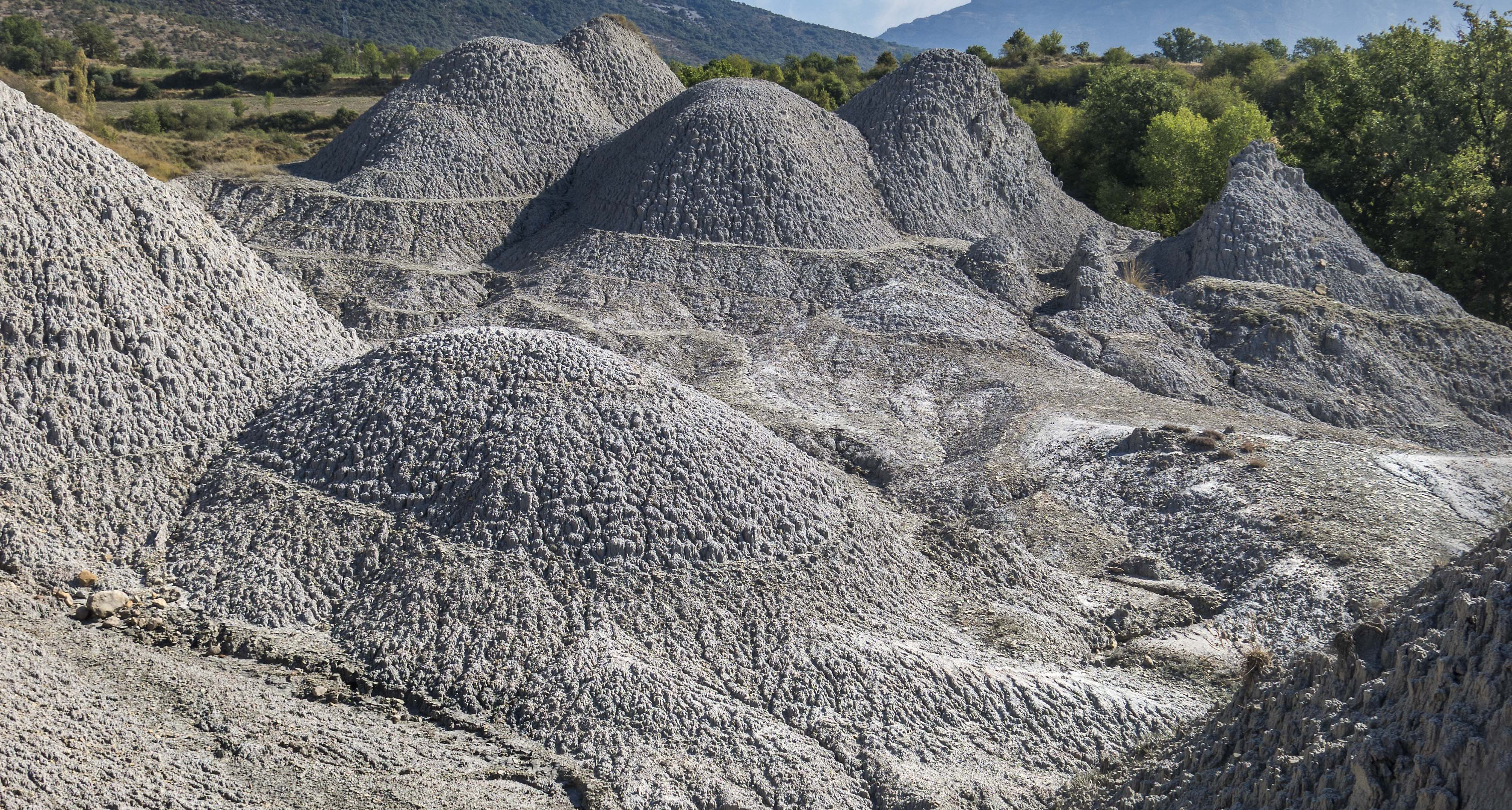
Margues del Barranc de Runals (Serra del Jordal)

Les margues són roques derivades de la diagènesi de fang de composició mixta, constituïdes per fraccions variables de carbonat de calci i de minerals argilosos. La fracció terrígena fina és originada per àrees continentals adjacents a l'àrea de sedimentació, mentre que la fracció carbonatada pot derivar de la precipitació química (en el cas de conques de llacunes o de llacs amb sedimentació evaporítica), o bé de la sedimentació per decantació de restes d'organismes microscòpics amb closca o esquelets de composició calcària.
L'ambient sedimentari d'aquest litotipus pot ser de llacuna, marí o de llac. Els clasts, de composició prevalentment fil·losilicada tenen uns grans amb dimensions inferiors a ¹/16 de mil·límetre. El ciment (per definició, carbonatat) pot estar constituït per calcita o aragonita, però també existeixen margues dolomítiques amb la fracció carbonatada dolomitzada.

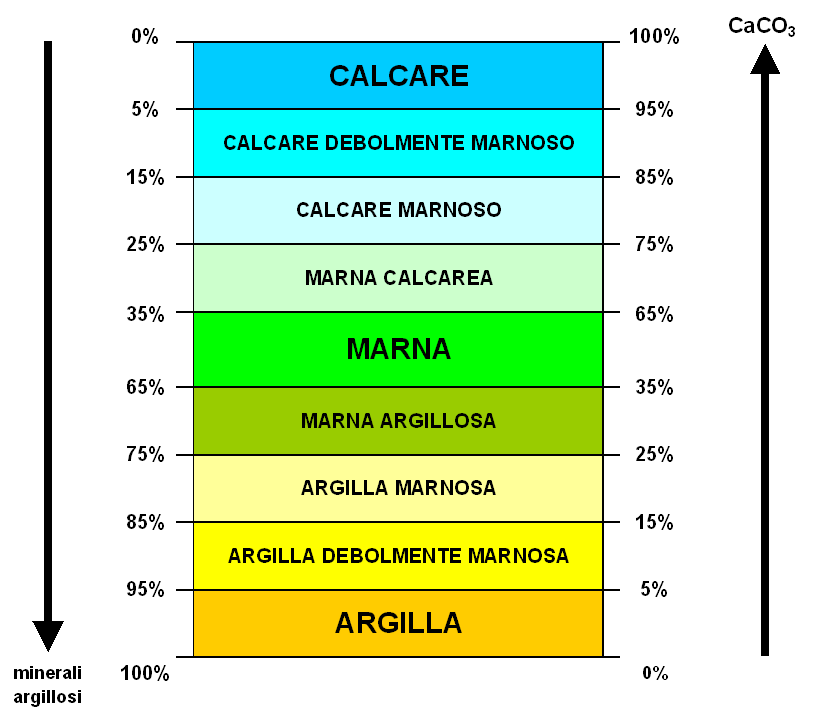
Pas del calcari (100% de carbonat de calci) i argila (100% de minerals argilosos). La marga (marna en italià), en sentit estricte, es troba entre el 35% al 65% de CaCO (o de minerals argilosos)

L'aspecte pot ser terrós i més o menys friable, o bé massiu amb fractura prismàtica o també còncava. Sovint, els sediments margosos resulten fossilífers, de vegades amb abundància de formes i exemplars amb fòssils en bon estat de conservació. Com a roca carbonatada, reacciona amb efervescència immersa en l'àcid clorhídric.

## Distribució

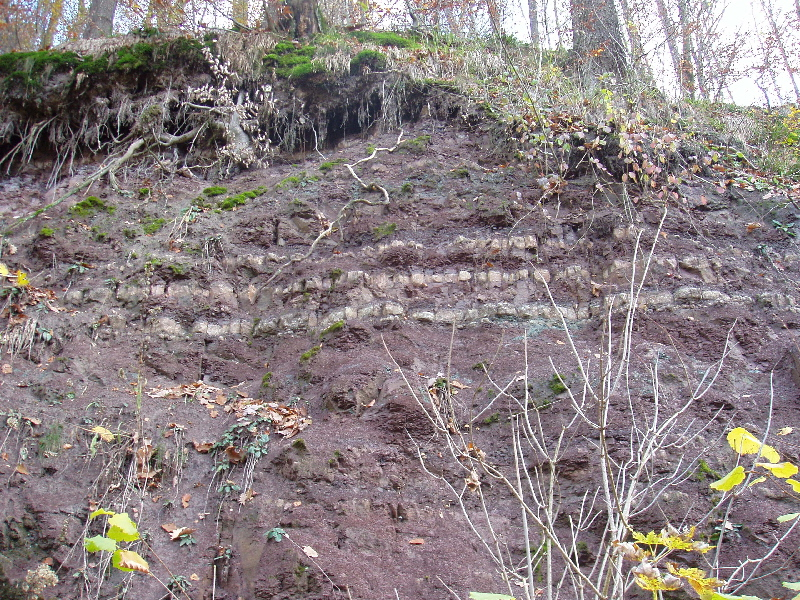
Aflorament de Bunter Mergel (Stuttgart, Alemanya, Triàsic inferior)

Les margues (en sentit ampli) són sediments típics de la plataforma continental i de mars epicontinentals, o sigui, de mars impostats en l'escorça terrestre. Deriven de dues fonts principals: 
- aportacions clàstiques fines, derivades d'àrees continentals emergides per erosió i agents atmosfèrics,
- aportacions carbonatades, que poden derivar sigui de la decantació d'organismes del plàncton o de la fracció carbonatada.

Els sediments margosos s'estenen també en el domini pelàgic més profund i en la part més pròxima de la plana abissal.
Els sediments margosos estan difosos per tot el món. Quan estan erosionats, prenen l'aspecte de bad lands (ermots), on pràcticament no creix cap planta.

## Usos
El principal aprofitament de les margues és per a fabricar ciment, ja que el seu alt contingut en carbonat de calci i la presència d'argiles expansives (esmectites) acostuma a impedir el seu ús com a matèria primera en la indústria ceràmica. També s'utilitzen com a esmena calcària (incorporació de calç) en terres de conreu àcides.

## Tipus

### Margocalcària
Les margocalcàries o calcàries argiloses són margues amb un contingut de carbonats entre un 75 i un 80% (o 65-90%) i la resta d'argila.